# Валера, Хуан
Хуа́н Вале́ра-и-Алькала́-Галья́но (исп. Juan Valera y Alcalá-Galiano; 18 октября 1824, Кабра, — 18 апреля 1905, Мадрид) — испанский писатель и дипломат.

## Биография
Окончил юридический факультет Университета Гранады. С 1847 года на дипломатической службе: находился в составе испанских дипломатических миссий в Неаполе, Лиссабоне, Рио-де-Жанейро, Дрездене и Санкт-Петербурге (1854—1857). Затем вернулся в Мадрид, в 1859 году выступил одним из соредакторов либерального журнала El Contemporáneo. В 1862 году был избран в состав Королевской академии. В 1865 году занял должность испанского посланника во Франкфурте-на-Майне. После революции 1868 года вновь вернулся в Испанию и занимал ряд государственных должностей, в том числе министра просвещения (с 1871 года, в царствование Амадея Савойского). После реставрации Бурбонов на некоторое время посвятил себя преимущественно литературной деятельности. С 1884 года вновь на дипломатической службе: был посланником в Лондоне, Вашингтоне, Брюсселе и наконец в 1893—1895 годах послом Испании в Австро-Венгрии. Умер в Мадриде 18 апреля 1905 года.

## Творчество
В литературе Хуан Валера дебютировал в 1844 года сборником романтических стихотворений, не оставившим следа. В 1860-е годы он выступал с критическими статьями и речами о состоянии современной испанской литературы. Первый роман Валеры, «Пепи́та Химе́нес» (1874), стал заметным явлением в становлении национальной реалистической школы; за ним последовали ещё ряд романов, среди них «Иллюзии доктора Фаустино» (1875), «Хуанита Длинная» (1895), и сборников рассказов. Кроме того, в разные годы Валера переводил на испанский язык поэзию и прозу (в частности, роман Лонга «Дафнис и Хлоя»). Хуану Валере также принадлежит обширная переписка, в том числе и цикл писем, отражающих его впечатления от пребывания в России.